# Caxias do Sul (tiểu vùng)
Caxias do Sul là một tiểu vùng thuộc bang Rio Grande do Sul, Brasil. Tiều vùng này có diện tích 4959 km², dân số năm 2007 là 652476 người.